# Aria di famiglia
Aria di famiglia (Un air de famille) è un film del 1996 diretto da Cédric Klapisch.

## Trama
Henri è il padrone di un bar, Denis lavora per lui come barman tuttofare. Denis ha una storia con Betty, sorella di Henri, ma lui non ne sa nulla. È venerdì, giorno preposto all'incontro con la famiglia di Henry per una cena in cui si dovrebbe festeggiare il compleanno di Yolande, moglie del fratello Philippe Menard, 4° (come importanza) in una importante società di software, che proprio quel giorno è stato intervistato al telegiornale regionale. Poco dopo le 19 arrivano al bar, in automobile, la madre, il fratello e sua moglie, nel bar è già la sorella Betty. Henry invita i pochi astanti ad uscire per chiudere il bar e andare tutti assieme al ristorante, tranne Denis che non fa (ancora) parte della famiglia e nessuno lo prende in considerazione. Philippe è sempre più stizzito dalle critiche sulla buona riuscita della sua intervista, preoccupato dalla banali critiche della madre sulla cravatta poco adatta, dai troppi sorrisi fatti davanti alla telecamera, da un paio di impapinamenti. Telefona prima al suo diretto subalterno (il 5° in ordine di importanza nell'azienda) poi al suo superiore (il 3°) per avere ulteriori pareri, lui spera di conforto. Scoppia una lite quando Philippe, parlando al telefono col superiore, viene a sapere delle parole irriverenti che la sorella, impiegata nella stessa azienda, gli ha additato la mattina stessa e la minaccia con un possibile licenziamento. La madre, figura piuttosto ingombrante e significativa, tra i due fratelli, continua a mettere benzina sul fuoco: da sempre critica Henri per il misero destino in quel lugubre bar, e lo stesso trattamento aveva ricevuto il padre di Henri, suo marito, da lei abbandonato per la mancanza di vedute e di ambizione. D'altra parte elogia apertamente l'altro fratello che ha intrapreso con successo la carriera di manager. Sono tutti in attesa della moglie di Henri per andare al ristorante ma questa telefona al marito e gli confessa di volersi prendere una settimana di riflessione, che si fermerà da un'amica e non verrà. Henri cede allo sconforto. Festeggiano il compleanno cenando nel bar. Un vecchio cane paralizzato, assiste con due occhioni tristi alle scenette familiari che gli accadono intorno. Denis, tenuto in disparte, ripara un vecchio jukebox e balla mirabilmente con Yolande che, dopo una lunga serie di drink, comincia a offrire sprazzi di ribellione alla parte cui la madre e il marito l'hanno ridotta. La suocera e il marito, per il compleanno, le regalano un cane (della stessa razza del vecchio paralizzato appartenuto da sempre al padre, poi al figlio, ora ridotto ad un accessorio vivente del bar), un elegante guinzaglio e un girocollo con brillanti, che lei scambia dapprima per un collare (anche quello per il futuro cane appioppatole, suo malgrado). La tragicommedia prosegue sempre più incalzante, la madre rischia l'osso del collo cadendo per le scale che portano al wc, Henry, su consiglio di Denis, prende la macchina e va nel vicino quartiere in cerca della moglie per convincerla a tornare da lui. Rientra poco dopo nel bar abbattuto e deluso. Litigano anche Yolande e Philippe. Philippe impreca contro Betty per l'ennesima incomprensione tra i due, Denis interviene e viene quasi alle mani con Philippe. La frattura è insanabile: Denis, se ne va. Lo segue Betty: i due si baciano all'uscita dal bar, lasciando a bocca aperta il resto della famiglia che finalmente saprà della storia tra i due. Escono anche la madre, il fratello e la moglie Yolande. Henry, rimasto solo, accompagnato da un'aria di Caruso -che diede il nome al cane paralizzato per le sue passate doti "canore"- del jukebox, riceve finalmente l'inaspettata telefonata della moglie.

## Riconoscimenti
- 3 Premi César 1997: migliore attore non protagonista (Jean-Pierre Darroussin), migliore attrice non protagonista (Catherine Frot) e miglior sceneggiatura
- 2 Premi Lumière 1997: miglior regista e miglior sceneggiatura